# 大分市立津留小学校
大分市立津留小学校（おおいたしりつ つるしょうがっこう）は、大分県大分市東津留一丁目にある公立小学校。 

## 概要
大分市のほぼ中心部に位置し、交通量の多い国道197号沿線にある。設立100年を越える歴史ある小学校である。 

## 沿革
- 1873年（明治6年） - 個人宅に津留学校が設立される。
- 1879年（明治12年） - 現在地に移転。津留小学校と称す。校舎は三佐村にあった岡藩の倉庫を利用[1]。
- 1892年（明治25年） - 小学校令により津留尋常小学校に改称。
- 1941年（昭和16年） - 国民学校令により津留国民学校に改称。
- 1945年（昭和20年） - 校区内に海軍航空隊や航空廠があり、疎開による児童数激減のため学校閉鎖。児童は東大分小学校に移る。戦後は大分市立城東中学校が校舎を使用したため再開校が遅れる[1]。
- 1956年（昭和31年） - 津留小学校が再開校する。
- 1976年（昭和51年） - 生徒数増加のため大分市立舞鶴小学校が新設される。

## 通学区域
- 南津留、東津留一丁目・二丁目、花津留一丁目・二丁目、古ケ鶴一丁目・二丁目、岩田町一丁目〜四丁目、中津留、下郡の一部、津留の一部[2]
全域が大分市立城東中学校の通学区域である。

## 周辺施設
- 岩田中学校・高等学校
- 平和市民公園

## アクセス
- 鉄道：JR日豊本線牧駅より徒歩約13分[3]
- バス：大分バス、「津留小学校前」停留所下車